# 13e division d'infanterie (France)
Pour les articles homonymes, voir 13e division.
La 13e division d'infanterie est une division d'infanterie de l'armée de terre française qui a participé à la Première Guerre mondiale, à la Seconde Guerre mondiale et à la Guerre d'Algérie.

## Les chefs de la13edivisiond'infanterie
- 24 avril 1813 : général Pacthod
- 18 octobre 1873 - 16 juin 1874 : général Jeanningros
- 22 octobre 1877 - 24 janvier 1879 : général d'Auerstaedt
- 5 mars 1879 : général Derroja
- 24 octobre 1879 - 4 juillet 1881 : général Delebecque
- 11 juillet 1881 - 21 juillet 1883 : général de Bouillé
- 4 août 1883 : général Davenet
- 20 mars 1886 - 30 mai 1887 : général Ferron
- 3 juin 1887 - 9 juillet 1890 : général Thomas
- 17 juillet 1890 - 8 novembre 1893 : général Giovanninelli
- 8 novembre 1896 : général Garcin
- 1er août 1899 - 1er octobre 1902 : général Rau
- 7 octobre 1902 : général Rossin
- 26 janvier 1908 : général Lacroisade
- 23 décembre 1909 : général de Castelnau
- 2 août 1911 - 17 décembre 1912 : général Foch
- 21 décembre 1912 - 29 juillet 1913 : général Toutée
- 9 septembre 1913 - 26 août 1914 : général Bourdériat[1]
- 9 septembre 1914 : général Baquet
- 13 octobre 1914 : général de Cadoudal
- 5 juin 1915 : général Albert Marie Gabriel Martin des Bouillons
- 22 septembre 1918 : général Tabouis
- 12 janvier 1919 : général Caron
- 22 juin 1919 - 25 décembre 1921 : général Jacquemot
- 3 septembre 1936 - 22 décembre 1938 : général Sisteron
- 1938 - 1940 : général Desmazes

- 1940 : général Baudouin

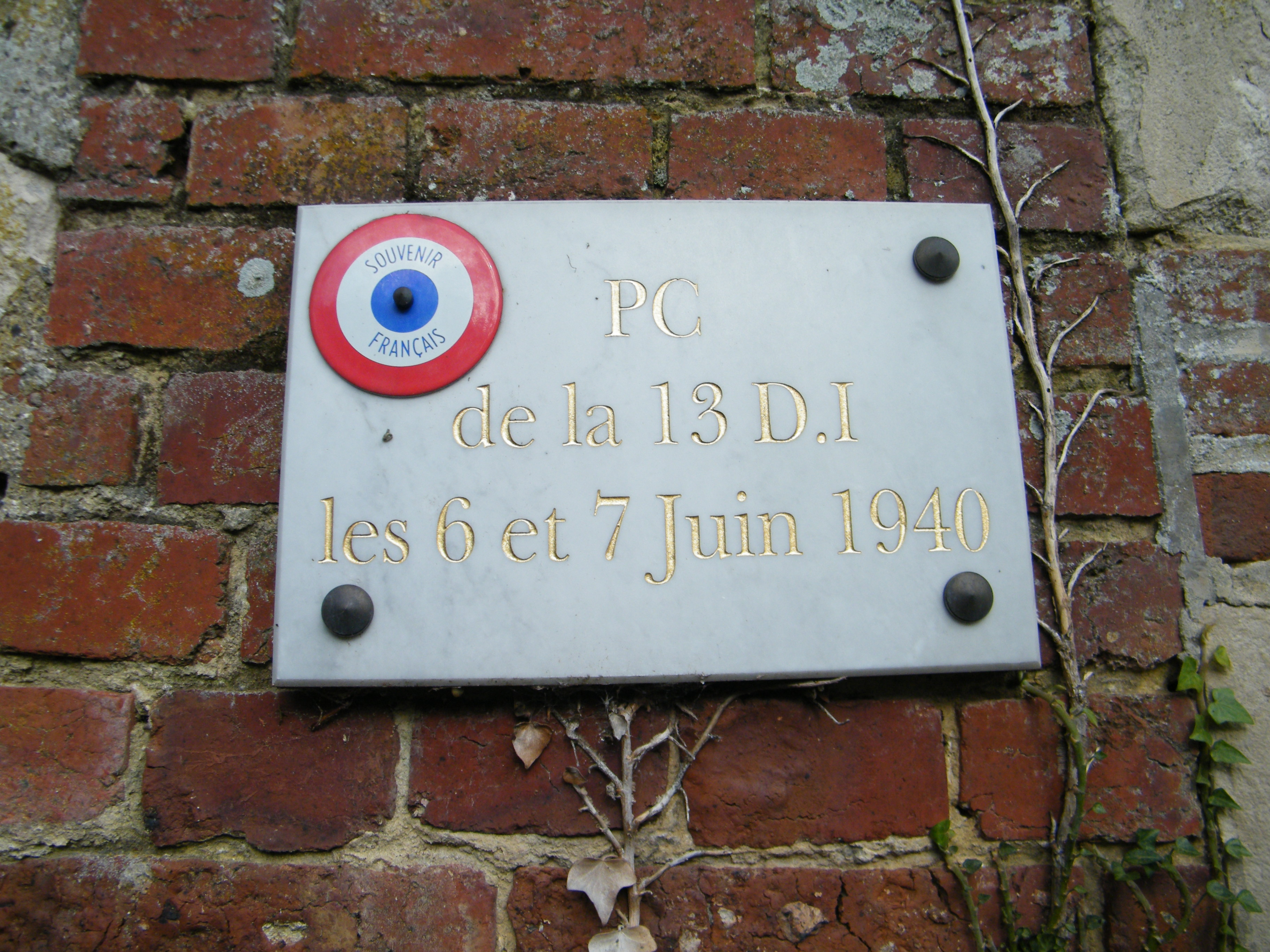
Plaque commémorative au Château des Alleux à Courcelles-sous-Thoix.

- 16 août 1940 - 1er novembre 1940 : général de Lattre de Tassigny
- 1956 - 1957 : général Aubert
- 1957 - 1958 : général Couzes[2]
- 1958 - 1958 : général Paquette[2]
- 1958 - 1959 : général Buffin
- 1959 - 1959 : général Crépin
- 1959 - 1960 : général Mirambeau[3],[4]
- 1960 - 1961 : général Philippe Ginestet
- 1961 - 1962 : général Cazelles

## Avant 1914

### Composition en août 1914

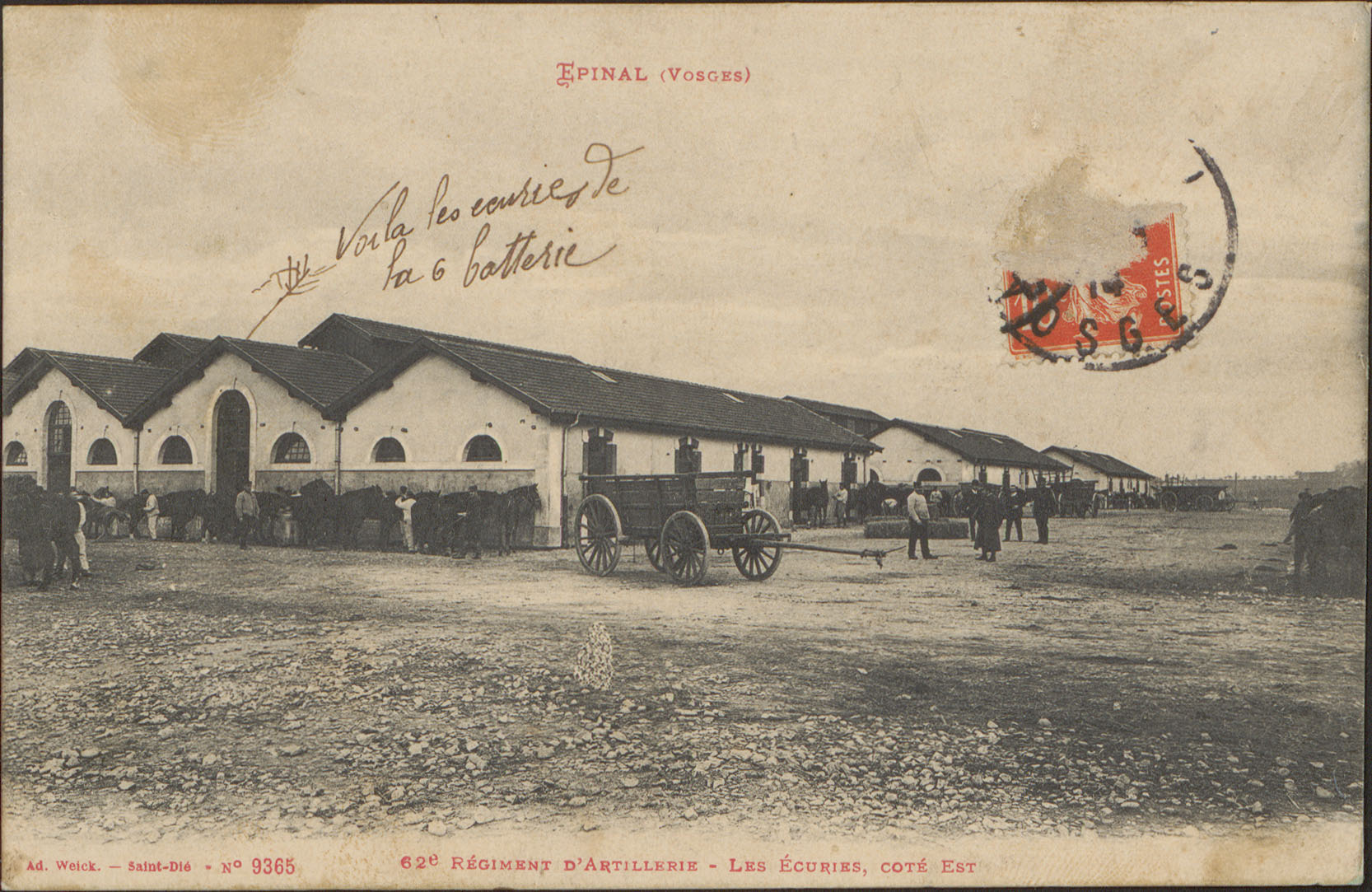
Les écuries du d'artillerie de campagne à Épinal au début du 20.

- Quartier-général à Chaumont, général Bourdériat
- 25e brigade d'infanterie (général Barbade) :
  - 17e régiment d'infanterie ; colonel Brue, cantonnement à Épinal,
  - 17e bataillon de chasseurs à pied ; commandant Carrère, cantonnement à Baccarat,
  - 20e bataillon de chasseurs à pied ; commandant Michaut, cantonnement à Baccarat,
  - 21e bataillon de chasseurs à pied ; commandant Rauch, cantonnement à Raon-l'Étape.

- 26e brigade d'infanterie (colonel Hamon) :
  - 21e régiment d'infanterie ; colonel Frisch[5], cantonnement à Langres,
  - 109e régiment d'infanterie ; colonel Aubry[6], cantonnement à Chaumont,
- 62e régiment d'artillerie de campagne ; colonel Griache, cantonnement Épinal.

## Première Guerre mondiale

### Composition
- Infanterie :
  - 17e régiment d'infanterie d'août 1914 à décembre 1916.
  - 17e bataillon de chasseurs à pied d'août 1914 à octobre 1915.
  - 20e bataillon de chasseurs à pied d'août 1914 à la fin de la guerre.
  - 21e bataillon de chasseurs à pied d'août 1914 à la fin de la guerre.
  - 21e régiment d'infanterie d'août 1914 à la fin de la guerre.
  - 109e régiment d'infanterie d'août 1914 à la fin de la guerre.
- Cavalerie :
  - Un escadron du 4e régiment de chasseurs à cheval d'août 1914 à décembre 1915.
  - Deux escadrons du 4e régiment de chasseurs à cheval de janvier à décembre 1917
- Artillerie :
  - 62e régiment d'artillerie de campagne (3 groupes de 75) d'août 1914 à la fin de la guerre.
  - 9e groupe du 121e régiment d'artillerie lourde (rénommée 5e groupe en mars 1918) de novembre 1917 à la fin de la guerre.
- Génie :
  - 11e régiment du génie : compagnie 21/1 d'août 1914 à la fin de la guerre, 21/1 bis (renommée 21/51) de juillet 1915 à la fin de la guerre et 21/21 de janvier 1917 à la fin de la guerre.
  - Sapeurs-pionniers du 1er régiment du génie de janvier à décembre 1917.
  - Un bataillon de pionniers du 143e régiment d'infanterie territoriale d'août 1918 à la fin de la guerre.

### Historique

#### 1914
- Mobilisée dans la 21e région.

- 28 juillet – 14 août : transport par V.F. dans la région de Baccarat. À partir du 2 août, en couverture en rive droite de la Meurthe, Flin - Montigny - Badonviller -  Celles-sur-Plaine - Senones - col de Saales. À partir du 10 août, passage d'un dispositif de couverture à un dispositif de bataille.
- 14 - 19 août : offensive du 21e Corps d'armée sur la frontière. La 13e DI progresse entre la vallée de la Plaine et celle de la Bruche ; prise par la 25e Brigade des cols du Donon, de Prayé, la 26e Brigade s'empare du col de Saales, du Hantz puis offensive dans la haute vallée de la Bruche, Schirmeck : Combat de Plaine.

17 août : occupation de Schirmeck ; combat de Wisches et de Russ.
- 19 - 26 août : engagée les 20 et 21 août dans la bataille du Donon, Petit Donon, Fallenberg. En infériorité numérique (une partie de la 25e brigade) après l'échec de la tentative de reprise du Petit Donon, les forces françaises doivent se replier après de lourdes pertes. Les troupes allemandes équivalentes à une division, également très éprouvées n'exploitent pas leur victoire. Repli sur la Meurthe, vers Raon-l'Étape, par le Donon et la vallée de la Plaine.

23 - 24 août : combats de Celles et de Badonviller. À partir du 24 août, repli vers l'est de Rambervillers.
25 août : combats vers Raon-l'Étape.
- 26 août – 2 septembre : engagée dans la bataille de La Mortagne. Reprise de l'offensive :

25 août - 4 septembre : bataille du col de la Chipotte
- 2 - 8 septembre : retrait du front, transport par voie ferrée de la région d'Épinal, à celle de Wassy : puis mouvement vers le sud de Sompuis.
- 8 - 14 septembre : engagée dans la Première bataille de la Marne.

8 - 10 septembre : bataille de Vitry : combats vers le camp de Mailly et vers Sompuis. À partir du 10, poursuite en direction de Souain, par Vésigneul-sur-Marne et Bussy-le-Château.
- 14 septembre – 1er octobre : combats à l'est de Souain, puis stabilisation et occupation d'un secteur de cette région.
- 1er - 6 octobre : retrait du front et transport par V.F. de la région de Châlons-sur-Marne, à celle d'Armentières, puis mouvement vers Lille.

5 octobre : combat de Fives-Lille.
- 6 - 14 octobre : mouvement, par la Bassée, en direction de Loos. Engagée dans la 1re bataille d'Artois. Combats vers Loos et Liévin et au nord du plateau de Notre-Dame-de-Lorette.
- 14 octobre 1914 – 27 janvier 1915 : occupation d'un secteur vers Noulette et Vermelles, étendu à droite, le 3 novembre, jusque vers Notre-Dame-de-Lorette : Combats à Vermelles, au Rutoire et vers Angres. Le 12 décembre, front réduit, à gauche jusque vers la fosse Calonne.

16 - 21 décembre : attaques françaises vers Notre-Dame-de-Lorette.
31 décembre : front réduit, à gauche, jusqu'à l'ouest d'Angres.

#### 1915
- 27 janvier – 5 mars : retrait du front et repos au sud de Houdain.
- 5 mars – 9 mai : mouvement vers le front et occupation d'un secteur vers Ablain-Saint-Nazaire et l'ouest d'Angres.

5 - 8 mars et du 15 - 20 mars : combats sur le plateau de Lorette.
21 avril - 7 mai : placée en 2e ligne ; travaux.
- 9 mai – 25 septembre : engagée dans la 2e bataille d'Artois, vers Ablain-Saint-Nazaire et Notre-Dame-de-Lorette ; Le 12 mai, prise de la chapelle de Notre-Dame-de-Lorette. À partir du 20 mai, placée en 2e ligne, prête à intervenir dans la bataille. À partir du 28 mai, occupation d'un secteur à l'est de Notre-Dame-de-Lorette et d'Ablain-Saint-Nazaire :

16 - 30 juin : attaques françaises sur le plateau de Lorette, et avance jusqu'aux abords ouest de Souchez.
- 25 septembre – 15 octobre : engagée dans la 3e bataille d'Artois : prise de Souchez et du fortin du bois de Givenchy. Puis occupation du terrain conquis vers Souchez et la lisière ouest du bois de Givenchy.
- 15 octobre – 4 novembre : retrait du front : repos à l'ouest de Saint-Pol.
- 4 novembre – 25 décembre : occupation d'un secteur entre le nord de Souchez et l'ouest d'Angres. Au repos du 25 au 30 novembre, puis occupation d'un secteur vers Souchez et le bois de Givenchy.
- 25 décembre 1915 – 1er février 1916 : retrait du front et transport par camion dans la région d'Humières : repos.

#### 1916
- 1er février – 3 mars : mouvement vers le nord d'Abbeville ; à partir du 3 février, séjour au camp Saint-Riquier. Le 22 février, transport par V.F., dans la région de Villers-Brûlin, puis, à partir du 25 février, dans celle de Bar-le-Duc. Repos vers Vaubecourt.
- 3 - 20 mars : transport par camions à Verdun. À partir du 4, engagée dans la bataille de Verdun, entre le sud du village de Douaumont et l'étang de Vaux.

8, 10 et 18 mars : attaques allemandes.
9 mars : contre-attaque française.
- 20 mars – 23 avril : retrait du front et regroupement vers Bar-le-Duc : repos. À partir du 5 avril, transport par V.F. dans la région de Châlons-sur-Marne : repos vers Mourmelon-le-Grand.
- 23 avril – 21 juillet : mouvement vers le front et occupation d'un secteur vers la butte de Souain et le sud de Tahure.
- 21 juillet – 15 août : retrait du front et mouvement vers le nord-ouest de Châlons-sur-Marne : repos. À partir du 10 août, transport par V.F. dans la région de Marseille-en-Beauvaisis : repos.
- 15 - 28 août : transport par camions vers le front. Engagée dans la bataille de la Somme, vers Estrées-Deniécourt et Soyécourt.

21 août : attaque française.
- 28 août – 3 septembre : retrait du front : transport par camion au sud de Moreuil.
- 3 septembre – 16 octobre : transport par camion vers le front. À partir du 7 septembre, engagée dans la bataille de la Somme, vers Estrées-Deniécourt et Soyécourt.

17 septembre : attaque française.
18 septembre : prise de Deniécourt.
22 septembre : front étendu, à droite, jusqu'au sud de Soyécourt. Les 10 et 14 octobre, attaques françaises sur Ablaincourt-Pressoir.
- 16 octobre – 15 novembre : retrait du front au nord de Beauvais : repos et instruction.
- 15 novembre – 17 décembre : transport par camions vers le nord, et occupation d'un secteur vers Ablaincourt-Pressoir et Génermont.
- 17 – 22 décembre : retrait du front, mouvement vers Grandvilliers : repos.
- 22 décembre 1916 – 20 janvier 1917 : transport par V.F. dans la région de Vesoul : repos et instruction au camp de Villersexel.

#### 1917
- 20 janvier – 29 mai : transport par V.F. dans la région de Belfort, Petit-Croix : travaux. À partir du 12 février, mouvement, par Ronchamp, vers Villersexel : instruction au camp. À partir du 28 février, mouvement par étapes vers Héricourt, puis vers Belfort et Montreux-Vieux : travaux. À partir du 8 avril, mouvement vers Villersexel : instruction. À partir du 14 avril, transport par V.F. de la région de Belfort, dans celle d'Épernay et de Château-Thierry. Repos et instruction vers Condé-en-Brie. À partir du 18 mai, mouvement par étapes vers la région de Soissons : repos.
- 29 mai – 21 août : mouvement vers le front et occupation d'un secteur vers la ferme de Mennejean et le moulin de Laffaux

6 juin : secteur étendu, à gauche, jusqu'au sud de Vauxaillon et réduit à droite, jusqu'au nord de Nanteuil-la-Fosse.
- 21 août – 4 septembre : retrait du front, mouvement par étapes vers la région de Villers-Cotterêts : repos et instruction.
- 4 – 28 septembre : mouvement vers le front. Éléments en secteur vers Nanteuil-la-Fosse et éléments aux travaux (préparatifs d'attaque)
- 28 septembre – 20 octobre : mouvement par étapes vers la région de Villers-Cotterêts : repos et instruction.
- 20 – 31 octobre : occupation d'un secteur vers la ferme Mennejean et le nord de Nanteuil-la-Fosse. À partir du 23 octobre, engagée dans la bataille de la Malmaison.

23 - 27 octobre : combats, puis organisation et défense des positions conquises, sur le Canal de l'Oise à l'Aisne, dans la partie est de la forêt de Pinon.
- 31 octobre – 7 décembre : retrait du front, transport par camions vers Crécy-la-Chapelle : repos et instruction.
- 7 décembre 1917 – 9 janvier 1918 : transport par V.F. de la région de Meaux, dans celle de Lure et de Villersexel. À partir du 13, mouvement vers Delle : travaux vers Héricourt.

#### 1918
- 9 janvier – 20 mai : mouvement par étapes vers Le Thillot. À partir du 18 janvier, occupation d'un secteur vers Metzeral et le ballon de Guebwiller, étendu à droite, à partir du 30 mars, jusque vers Leimbach.
- 20 – 27 mai : retrait du front, et, à partir du 24 mai, transport par V.F. vers Ville-en-Tardenois : repos.
- 27 mai – 5 juin : engagée dans la 3e bataille de l'Aisne : Résistance à la poussée ennemie dans la région de Fismes, puis dans celle de Châtillon-sur-Marne[7].
- 5 juin – 15 août : retrait du front, transport par V.F. en Champagne. À partir du 14 juin, occupation d'un secteur vers la ferme Navarin et l'Épine de Vedegrange : le 1er juillet, front déplacé à droite, entre la cote 193 et l'est de l'Épine de Vedegrange.

15 juillet : engagée dans la 4e bataille de Champagne. Puis contre-attaques et réorganisation du front vers le Trou Bricot et la ferme des Wacques.
- 15 août – 5 septembre : retrait du front : repos vers Saint-Germain-la-Ville.
- 5 septembre – 12 octobre : occupation d'un secteur vers le Trou Bricot et Le Mesnil-lès-Hurlus, déplacé à gauche, le 16 septembre, entre Perthes-lès-Hurlus et l'est de Souain. À partir du 26 septembre, engagée dans la bataille de Champagne et d'Argonne, d'abord en 2e ligne, puis, à partir du 29 septembre, en 1re ligne, vers Manre et Aure : progression vers Monthois.

3 - 11 octobre : attaques en 2e ligne.
- 12 – 20 octobre : retrait du front : mouvement vers Dommartin-sur-Yèvre : repos.
- 20 octobre – 5 novembre : transport par camions vers Reims, puis vers Asfeld-la-Ville.

1er  novembre : occupation d'un secteur au nord-ouest de Condé-lès-Herpy, et progression jusqu'à la région de Saint-Fergeux.
- 5 – 11 novembre : engagée dans la poussée vers la Meuse : Progression vers la région de Signy-l'Abbaye, puis vers celle de Belval.

### Rattachements
Affectation organique : 21e CA d'août 1914 à novembre 1918.
- 1re armée :

2 août – 3 septembre 1914
14 avril – 17 mai 1917
- 2e armée :

1er - 4 octobre 1914
19 janvier – 18 février 1916
27 février – 5 avril 1916
- 3e armée :

4 - 6 septembre 1914
25 – 26 février 1916
- 4e armée :

7 – 13 septembre 1914
6 avril – 1er mai 1916
21 juillet – 9 août 1916
24 – 26 mai 1918
8 juin – 20 octobre 1918
- 5e armée :

2 mai – 20 juillet 1916
29 mai – 7 juin 1918
21 octobre – 11 novembre 1918
- 6e armée :

18 mai – 6 décembre 1917
27 - 28 mai 1918
- 7e armée :

22 décembre 1916 – 13 avril 1917
7 décembre 1917 – 23 mai 1918
- 9e armée :

14 - 30 septembre 1914
- 10e armée :

5 octobre 1914 – 18 janvier 1916
19 – 24 février 1916
10 août – 21 décembre 1916

## L'entre-deux-guerres

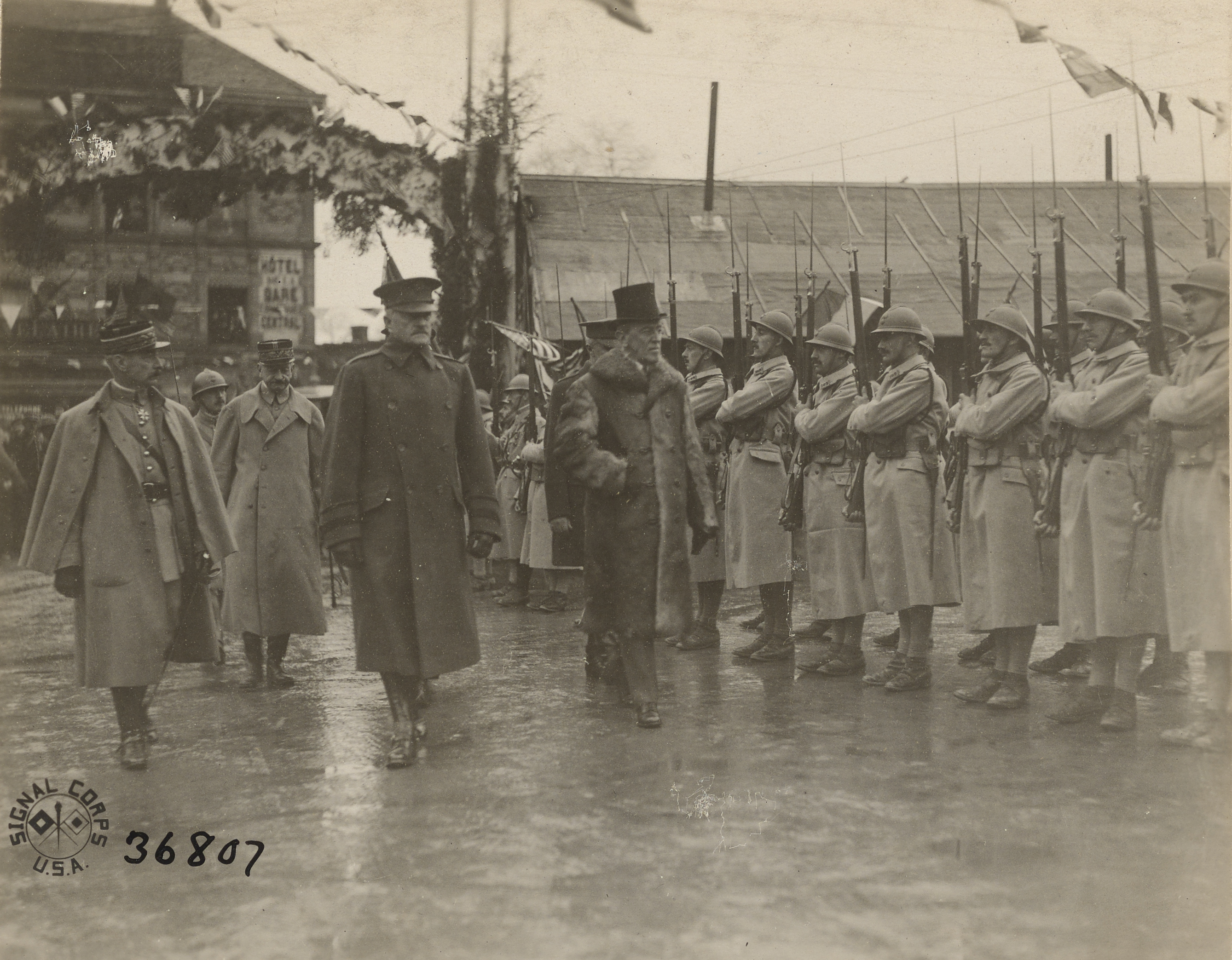
Le rend les honneurs au président Woodrow Wilson et au général John Pershing à Chaumont en décembre 1918.

En 1920, la division a son quartier général à Épinal et est organisée comme suit :
- 25e brigade d'infanterie (Épinal) :
  - 3e bataillon de chasseurs à pied
  - 140e régiment d'infanterie
  - 10e bataillon de chasseurs à pied (détaché à Dantzig)
  - 21e bataillon de chasseurs à pied (détaché dans le territoire de Memel)
- 26e brigade d'infanterie (Langres) :
  - 21e régiment d'infanterie
  - 109e régiment d'infanterie
- Artillerie : 62e régiment d'artillerie de campagne

La loi du 13 juillet 1927, sur l’organisation générale de l’armée, et la loi des cadres et effectifs du 28 mars 1928, fixent le nombre des divisions d’infanterie métropolitaines à vingt. Ces dernières sont considérées comme des forces de territoire affectées à la défense du sol métropolitain. Ces grandes unités d’infanterie sont de trois types, dix divisions d’infanterie de type « nord-est », sept divisions d’infanterie motorisées et trois divisions d’infanterie alpine.
La 13e division d'infanterie, stationnée à Besançon, est de type « nord-est ». Sa composition est la suivante :
- 21e régiment d'infanterie : Chaumont
- 60e régiment d'infanterie : Besançon
- 8e régiment de tirailleurs marocains : Belfort
- 28e régiment d'artillerie divisionnaire : Chaumont

En 1934, elle est rattachée au 7e corps d'armée et engage les unités suivantes lors des manœuvres annuelles :
- quartier général, à Besançon ;
- 21e régiment d'infanterie, de Chaumont et Langres ;
- 60e régiment d'infanterie, de Besançon et Lons-le-Saulnier ;
- 305e régiment d'artillerie portée, de Besançon ;
- un escadron du 11e régiment de chasseurs à cheval d'Épinal ;
- une compagnie du 506e régiment de chars de combat de Besançon ;
- une compagnie du 1er régiment du génie de Besançon ;
- une escadrille de la 32e escadre d'observation de Dijon ;
- 121e escadron du train, de Lure.

## Seconde Guerre mondiale

### Composition
- 21e régiment d'infanterie : Chaumont
- 60e régiment d'infanterie : Besançon
- 8e régiment de tirailleurs marocains : Belfort
- 28e régiment d'artillerie divisionnaire : Chaumont
- 228e régiment d'artillerie lourde divisionnaire
- 17e GRDI (Groupe de reconnaissance de division d'infanterie)
- et tous les services (Sapeurs mineurs, télégraphique, compagnie auto de transport, groupe sanitaire divisionnaire, groupe d'exploitation etc.)

### Historique
Le 10 mai 1940 la 13e DI, sous les ordres du général Desmazes, est en réserve du GQG détachée au 7e corps d'armée.
En date du 20 mai 1940, dans une convention militaire française, secrète, avec la Suisse, le général Prételat fait allusion au détachement formé par les 13e, 27e division d'infanterie et la 2e brigade de Spahis du 7e corps de la 8e armée chargé de prendre contact avec l'aile gauche de l'armée suisse, vers Bâle dans la trouée de Gempen[réf. souhaitée]. À cette date, la 13e DI est envoyée auprès de la 10e armée dans la Somme.
Il tient les rives et les marais de la Somme à l'ouest d'Amiens et y freine le 5 juin les 27. et 46. Infanteriedivisionen du 38. Armeekrops de Manstein qui essaie de percer à Breilly. Dispersés dans un secteur trop étiré, les Français résistent jusqu'au lendemain.
La division se replie sur l'Oise. Les ponts du secteur sont détruits par le génie, sauf une écluse à L'Isle-Adam dont la destruction risquerait de faire baisser le niveau de l'Oise. La division repousse le 11 juin trois assauts consécutifs de la 8. Infanteriedivisionen, entre 10 h et 14 h. Un quatrième assaut lancé à 18 h 25 permet aux Allemands de prendre pied sur une île au milieu de l'Oise mais ils en sont chassés par une contre-attaque française à 22 h.

## Guerre d'Algérie
La 13e DI est recrée en mai 1956 en 2e région militaire, région de Compiègne, dans le cadre du plan Valmy destinée à augmenter les effectifs française de la guerre d'Algérie.
La division débarque à Oran en juin 1956 afin de rejoindre Mascara. En 1957, elle installe son état-major à Sidi Bel Abbès (zone Centre Oranais) puis à Méchéria (zone Sud Oranais).
Elle comprend les unités suivantes[réf. nécessaire] :
- le 2e REI,
- le commando Georges,
- le commando Cobra,
- le 1er RCC,
- le 8e RIMa,
- le 8e RIM (infanterie motorisée),
- le 23e spahis.

La division est dissoute le 30 septembre 1962.

## Insigne

Le blason de Compiègne, dont le lion rampant d'azur semé de lys est repris par la 13e DI.

Homologué G.1303 en 1956, l'insigne est fabriqué en métal par Drago Paris et en tissu. Il présente un fanion rouge à bande centrale blanche (fanion d'un commandant de division), chargé d'un lion d'azur semé de Lys (armoiries de Compiègne).